# Los toros (radio)
Los toros es un programa radiofónico que dirige el periodista especializado Manuel Molés en la Cadena SER. Desde abril de 2015 se emitía los lunes de madrugada, tras ser sustituido de su horario habitual de emisión de los domingos por el programa Contigo dentro. Contó con la colaboración de Antonio Chenel Antoñete, fallecido en Madrid el 22 de octubre de 2011, siendo uno de los espacios más antiguos del panorama radiofónico nacional ya que continúa emitiéndose de manera ininterrumpida desde 1982 hasta octubre de 2018 cuando fue cambiado de horario, entonces tenía 122 000 oyentes, llegó a alcanzar casi un millón de oyentes de oyentes en 2017. en octubre de 2018 la cadena SER ofreció a Molés retransmitir el programa en Radiolé tras desplazar la emisión del programa a las 2.30 de la madrugada y ocupar este espacio de la parrilla un programa de temática sexual dirigido por Celia Blanco.
En 2019, la Cadena SER decidió suspender definitivamente la emisión en antena del programa Los toros que fue emitido por última vez el 30 de diciembre de 2019.
A partir de febrero de 2020 volvió a emitirse a través del podcast de la Cadena Ser

## Temática
Era un espacio taurino a modo de repaso informativo semanal. Constaba de tertulias, entrevistas con los personajes de actualidad y crónicas de los eventos taurinos más destacados de la jornada.

## Secciones[7]
- Editorial del director: Manuel Molés comienza el programa con una reflexión sobre la actualidad en el mundo del toro.
- Crónica de los festejos: a través de los corresponsales se realiza un amplio resumen de los eventos taurinos de la jornada con la participación de sus protagonistas.
- El protagonista: un entrevistado suele abrir el análisis de la actualidad casi al comienzo del programa y en directo. El invitado suele ser un torero, ganadero o empresario relacionado con los acontecimientos recientes.
- Los personajes: todos los contenidos de la actualidad taurina contados de primera mano.
- La tertulia: todos los puntos de vista analizados por los colaboradores del espacio Ángel Calamardo, Antonio Chenel Antoñete, José Luis Benlloch y José María Vallejo.
- Concursos: los oyentes participan a través del teléfono y el correo electrónico para conseguir entradas, libros, discos, etcétera.